# 산청한의학박물관 향약집성방 권49〜51
산청한의학박물관 향약집성방 권49〜51(山淸韓醫學博物館 鄕藥集成方 卷49〜51)은 대한민국 경상남도 산청군에 있는 향약집성방이다. 2017년 4월 13일 경상남도의 유형문화재 제609호로 지정되었다.

## 개요
｢鄕藥集成方｣은 麗末鮮初의 鄕藥類 및 經驗方類 처방을 집대성하여 간행한 의서이다.
｢향약집성방｣의 처방들은 대체로 宋代의 醫書인 ｢太平聖惠方｣을 기본으로 하였으며, 전래되던 麗末鮮初의 각종 鄕藥方 醫書들을 수집하고 정리한 것으로, 전통의 경험방 多數 즉 俗方들을 다양하게 수록하고 있다. 韓醫學에서 꼭 알아야 되는 내용들을 수록하고 있다.
현재 ｢향약집성방｣의 世宗 시대 初刊本은 전래되지 않으며, 본 조사자료와 같은 조선 前期의 목판본, 이른바 成宗時代 刊本이 最古本으로 인지되고 있다.
朝鮮前期의 목판본 ｢향약집성방｣은, 본 조사자료인 <산청 한의학 박물관> 소장 ‘권49~51’이 있고, <동국대학교>에 ‘권73~75’ 3권1책이 소장되어 있으며, ｢한국의학대계｣에 ‘권16~18’ ‘권23~24’가 일부 사진으로나마 소개되어 있다.
본 조사자료인 <산청 한의학 박물관> 소장 목판본 향약집성방‘권49~51’은 成宗年間 중‘1478년(成宗 9)’에 간행된 것으로 추정되며, 稀貴本에 속한다고 볼 수 있다.

## 참고 문헌
- 산청한의학박물관 향약집성방 권49〜51 - 국가유산청 국가유산포털